# Comité Militar Revolucionario

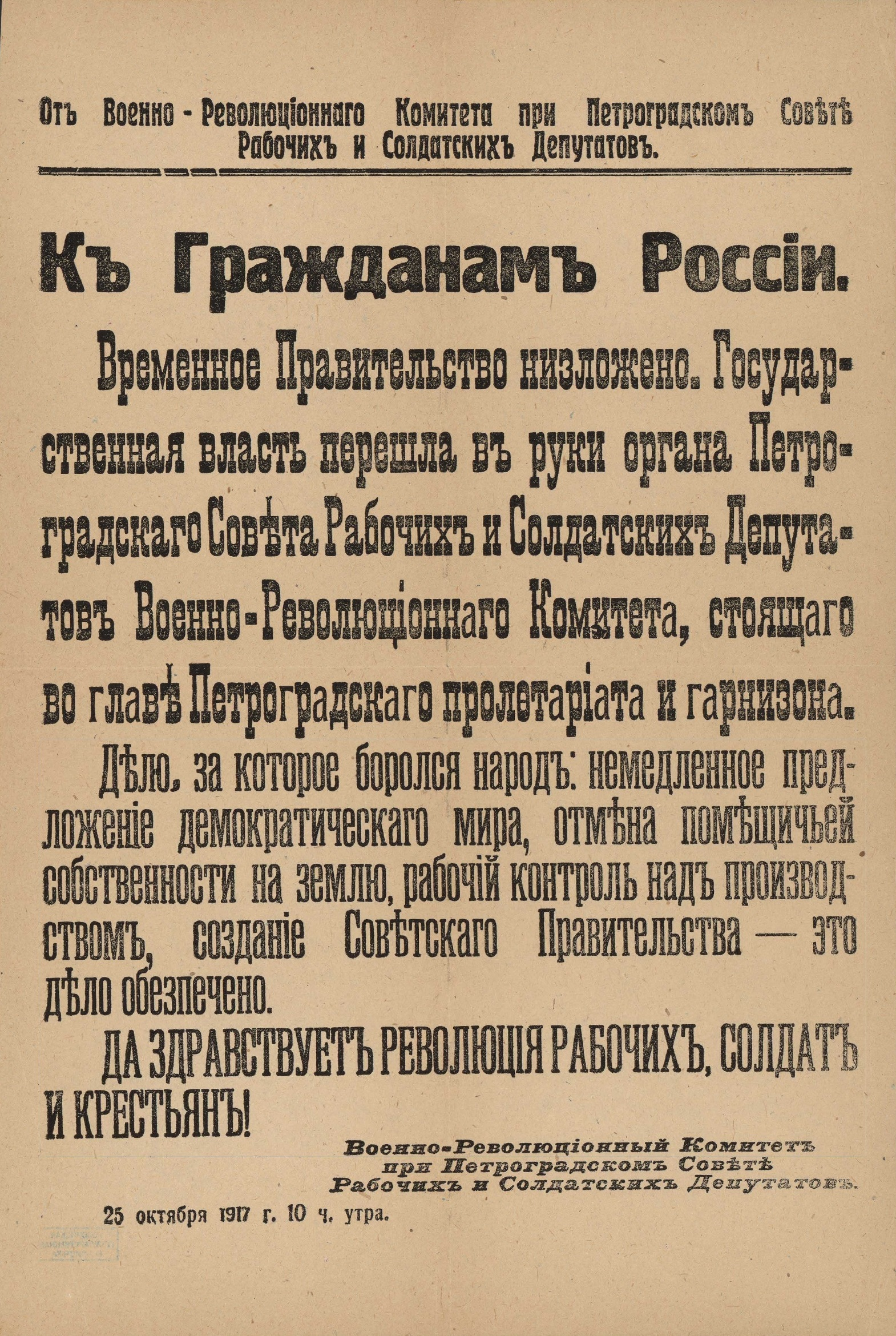
Facsímil de la proclamación de disolución del Gobierno Provisional Ruso publicada por el Comité Militar Revolucionario de Petrogrado

El Comité Militar Revolucionario, también conocido como Milrevcom, Voenrevkov y VRK (ruso: Военно-революционный комитет, Bоенревком, ВРК) fue el nombre de los órganos militares creados por las organizaciones del Partido Bolchevique bajo la autoridad de los sóviets durante la preparación y desarrollo de la insurrección armada en la Revolución de Octubre de 1917. Funcionaron hasta marzo de 1918. Los comités fueron el cuerpo dirigente de poder de la insurrección, instalando y asegurando el poder soviético. Ejecutaron un papel de órganos provisionales extraordinarios de la dictadura del proletariado.
Los comités más notables fueron los del Sóviet de Petrogrado, el Sóviet de Moscú y la Stavka. El Comité Militar Revolucionario de Petrogrado fue creado el 16 de octubrejul./ 29 de octubregreg. de 1917.

## Creación
La idea de organizar un centro de operaciones de la insurrección armada pertenece a Vladímir Lenin. En su carta El marxismo y la insurrección, dirigida al Comité Central del Partido Obrero Socialdemócrata de Rusia (bolchevique) en septiembre de 1917, ponía en la agenda la tarea de preparar el levantamiento armado al escribir:

«Y para tratar la insurrección de una forma marxista, esto es, como un arte, nosotros, al mismo tiempo, sin perder un momento, debemos organizar cuarteles generales de los grupos insurgentes...»

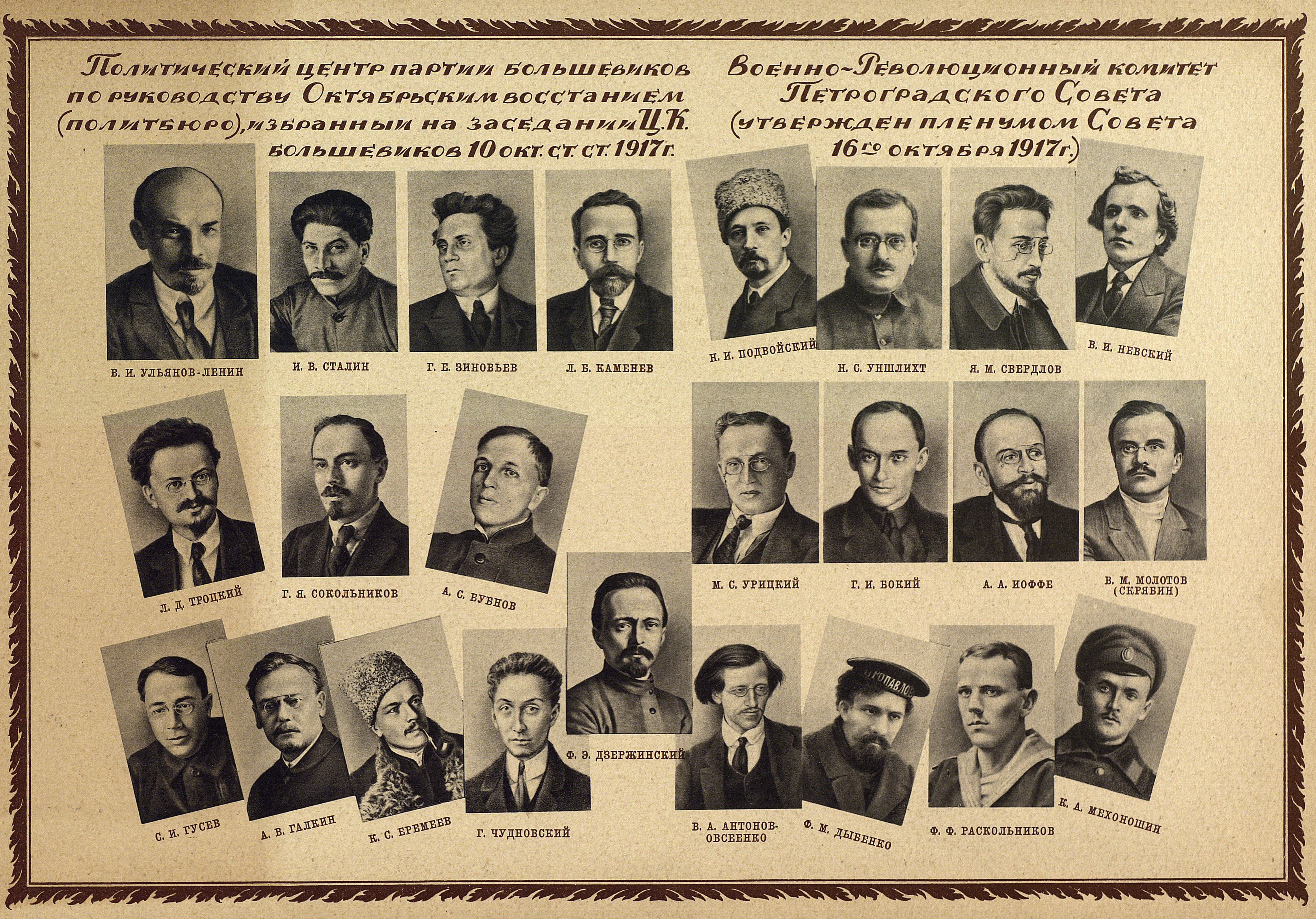
Politburó del POSDR (izda.) y Voenrevkom de Petrogrado (dcha.). Octubre 1917.

La decisión del Comité Central del POSDR(b) del 23 de octubre y el 29 de octubre de 1917 de mejorar la preparación para la insurrección armada apresuró la creación de cuerpos insurreccionales a nivel central y local. El CMR fue formado con representantes del Partido Bolchevique, los sóviets, los comités de fábrica, los comités de soldados, las organizaciones militares bolcheviques (Voyenka), la Guardia Roja, y otras organizaciones. Los comités eran de diversos niveles territoriales como gubernia, ciudad, raión, vólost, etc. Mientras, en el Ejército, se organizaban a nivel de frente, ejército, cuerpo de ejército, división y regimiento. En ocasiones, las funciones del Comité Militar Revolucionario las desempeñaban los Comités Revolucionarios. Los Comités Militares Revolucionarios no eran uniformes en términos de su composición social y partidaria, sin embargo la mayoría de ellos eran predominantemente bolcheviques. 
El primer cuartel general de la insurrección armada fue el Comité Militar Revolucionario de Petrogrado, que fue creado por el Sóviet de Petrogrado y tomó el poder el 7 de noviembre de 1917. Antes del triunfo de la insurrección en Petrogrado, había más de cuarenta Comités Militares Revolucionarios en el país, cuya principal actividad era la preparación militar y técnica de la inminente insurrección.

## Lista de Comités Militares Revolucionarios
Durante el proceso de toma del poder por parte de los sóviets en Rusia hubo una formación masiva de CMRs. Muchos CMRs aparecieron por iniciativa de los delegados procedentes del II Congreso de los Sóviets de Rusia. Fueron enviados grandes escuadrones de comisarios, emisarios y agitadores revolucionarios a varias regiones del país por parte del CMR de Petrogrado, bajo la dirección del Comité Central del POSDR(b), que los conformó con organizadores experimentados.
| Fecha de creación | Nombre                       | Presidente/Secretario (composición)                                                                        | Notas                                                        |
| ----------------- | ---------------------------- | --- | ------------------------------------------------------------ |
| 29 de octubre     | CMR de Petrogrado            | Lev Trotski/Pável Lazimir (Andréi Búbnov, Moiséi Uritski, Yákov Sverdlov, Félix Dzerzhinski, Iósif Stalin) |                                                              |
| 31 de octubre     | CMR del 12.º Ejército        | Y. Cherin (Karl Gailis, Janis Krumin)                                                                      | existió ilegalmente hasta el 8 de noviembre de 1917 en Cēsis |
| 4 de noviembre    | CMR del Este                 | Iván Rabchinski (Jaan Anvelt, Víktor Kingissepp)                                                           |                                                              |
| 4 de noviembre    | CMR de Pskov                 | Vasili Pániushkin                                                                                          | Frente Norte (desde el 8 de noviembre de 1917)               |
| 7 de noviembre    | CMR de Moscú                 | |                                                              |
| 7 de noviembre    | CR de Vorónezh               | A. Moiséiev                                                                                                |                                                              |
| 8 de noviembre    | CMR de Riazán                | A. Syromyátnikov                                                                                           |                                                              |
| 9 de noviembre    | CMR de Minsk                 | Aleksandr Miasnikián (Moiséi Kalmanóvich, Vilhelms Vilis Knoriņš, Kārlis Landers)                          | Frente Occidental y Región Noroccidental (más tarde)         |
| 9 de noviembre    | CMR de Samara                | Valerián Kúibyshev                                                                                         |                                                              |
| 9 de noviembre    | CR de Tula                   | Grigori Kaminski                                                                                           |                                                              |
| 10 de noviembre   | CMR de Tomsk                 | Alekséi Belenets                                                                                           |                                                              |
| 11 de noviembre   | CMR de Kiev                  | Leonid Piatakov [hermano de Gueorgui Piatakov] (Andriy Ivánov, Volodímir Zatonski, Oleksandr Horvits)      | reorganizado como CR de Kiev el 28 de enero de 1918          |
| 11 de noviembre   | CR de Smolensk               | S. Ioffe                                                                                                   |                                                              |
| 21 de noviembre   | CMR de Daguestán             | Ullubi Buinakski                                                                                           |                                                              |
| 27 de noviembre   | CMR de Oremburgo             | Samuil Tsvilling                                                                                           |                                                              |
| 1 de diciembre    | CMR del Frente Sudoccidental | G. Razzhivin (Vasili Kikvidze)                                                                             |                                                              |
| 15 de diciembre   | CMR del Frente Rumano        | Piotr Baránov (Aleksandr Krusser, Vladímir Yudovski)                                                       |                                                              |
| 20 de diciembre   | CMR de Barnaúl               | Matvéi Tsaplin)                                                                                            |                                                              |
| 23 de diciembre   | CMR de Járkov                | Fiódor Serguéiev (Valeri Mezhlauk, Moiséi Rujimóvich)                                                      |                                                              |
| ???               | CMR de Yekaterinoslav        | Nikolái Krestinski                                                                                         |                                                              |
| ???               | CMR de Vínnitsa              | Nikolái Tarnogrodski                                                                                       |                                                              |
| ???               | CMR de Odesa                 | Vladímir Yudovski                                                                                          |                                                              |
| ???               | CMR de Shuya                 | Mijaíl Frunze                                                                                              |                                                              |
| ???               | CMR de Simferópol            | Jānis Miller                                                                                               |                                                              |
| 29 de diciembre   | CR de Sebastopol             | Jānis Daumanis                                                                                             |                                                              |
| Enero             | CR de Astracán               | Mina Áristov                                                                                               |                                                              |
| 10 de enero       | CMR del Ejército del Cáucaso | Grigori Korgánov (Borís Sheboldáyev)                                                                       |                                                              |
| 23 de enero       | CMR del Don                  | Fiódor Podtyólkov (Mijaíl Krivoshlýkov)                                                                    |                                                              |
| 30 de enero       | CMR del Kubán-Mar Negro      | Yan Poluyán                                                                                                |                                                              |
| 2 de marzo        | CMR de Semirechye            | Pável Vinográdov                                                                                           |                                                              |

## Influencia
En las semanas que siguieron a la Revolución de Octubre, los Comités Militares Revolucionarios basados en el CMR de Petrogrado fueron organizados a través de los otros sóviets y cimentaron el control bolchevique. Estos otros CMRs fueron formados por dirigentes locales aunque agentes del CMR de Petrogrado estaban habitualmente en posiciones de dirección para dirigir o asesorar. A finales de noviembre de 1917, representantes del CMR de Petrogrado estaban asignados en al menos cuarenta y cuatro ciudades así como en ciento trece unidades militares a lo largo de toda Rusia, Turquestán y el Cáucaso.